# Cincinnati Swords
Cincinnati Swords byl profesionální americký klub ledního hokeje, který sídlil v Cincinnati ve státě Ohio. V letech 1971–1974 působil v profesionální soutěži American Hockey League. Swords ve své poslední sezóně v AHL skončily ve čtvrtfinále play-off. Své domácí zápasy odehrával v hale Cincinnati Gardens s kapacitou 10 208 diváků. Klubové barvy byly námořnická modř a žlutá.
V roce 1973 slavil klub zisk Calder Cupu. Klub byl během své existence farmou Buffala Sabres.

## Úspěchy
- Vítěz AHL – 1× (1972/73)
- Vítěz základní části – 1× (1972/73)
- Vítěz divize – 1× (1972/73)

## Umístění v jednotlivých sezonách
Stručný přehled
Zdroj: 
- 1971–1973: American Hockey League (Západní divize)
- 1973–1974: American Hockey League (Jižní divize)

Jednotlivé ročníky
Zdroj: 
Legenda: Z - zápasy, V - výhry, VP - výhry v prodloužení, R - remízy, P - porážky, PP - porážky v prodloužení, VG - vstřelené góly, OG - obdržené góly, +/- - rozdíl skóre, B - body, fialové podbarvení - reorganizace, změna skupiny či soutěže
| USA / Kanada (1971 – 1974) |                      |        |    |    |    |    |    |    |     |     |      |     |        |             |
| Sezóny                     | Liga                 | Úroveň | Z  | V  | VP | R  | PP | P  | VG  | OG  | +/-  | B   | Pozice | Play-off    |
| 1971/72                    | AHL (Západní divize) | 2      | 76 | 30 | –  | 18 | –  | 28 | 252 | 258 | -6   | 78  | 3.     | Semifinále  |
| 1972/73                    | AHL (Západní divize) | 2      | 76 | 54 | –  | 5  | –  | 17 | 351 | 206 | +145 | 113 | 1.     | Vítěz AHL   |
| 1973/74                    | AHL (Jižní divize)   | 2      | 76 | 40 | –  | 11 | –  | 25 | 273 | 233 | +40  | 91  | 3.     | Čtvrtfinále |